# SwMATH
swMATH ist ein Dienst, der Informationen über hochwertige mathematische Software bereitstellt. Er bietet freien Zugang zu einer großen Datenbank mit Informationen über bestehende mathematische Softwaresysteme und -pakete sowie Verweise auf Software-relevante mathematische Publikationen.

## Geschichte
Der Dienst wurde gemeinsam von dem Mathematischen Forschungsinstitut Oberwolfach (MFO), FIZ Karlsruhe und weiteren mathematischen Forschungseinrichtungen in Deutschland entwickelt. Die Entwicklung des Dienstes wurde von 2011 bis 2013 von der Leibniz-Gemeinschaft finanziert. swMATH wird von FIZ Karlsruhe gemeinsam mit Partnern gepflegt und weiterentwickelt. Seit 2015 wird das Projekt von FIZ Karlsruhe, dem Konrad-Zuse-Zentrum Berlin (ZIB) und dem Forschungscampus MODAL fortgeführt.

## Ziele
Mathematische Software ist ein aufstrebendes Gebiet der mathematischen Forschung und zugleich eine wesentliche Brücke zwischen Mathematik und Anwendungen in anderen Wissenschaften sowie in Industrie, Dienstleistungen und Verwaltung. Ein Hauptziel von swMATH ist es, den Inhalt und weitere wichtige Merkmale der wichtigsten Software-Pakete zu beschreiben und zu indexieren und so dabei zu helfen, die Schwierigkeiten bei der Suche nach geeigneter mathematischer Software für Forschung oder Anwendungen zu überwinden. Die Software selbst wird von swMATH nicht gespeichert.

## Dienste
Die Information über die Software in swMATH beinhaltet in der Regel den Namen, eine kurze Beschreibung, Klassifizierungscode, Schlüsselworte und Links zu relevanten Publikationen, die die Software zitieren. Falls vorhanden, werden die URL der Homepage, der Name von Entwicklern, Informationen zu Versionen, Software- und Hardware-Anforderungen sowie Abhängigkeiten ebenfalls angegeben. Jede Software erhält eine permanente Kennung, die eine eindeutige Referenzierung der Software ermöglicht.
Eine Besonderheit von swMATH ist ihr veröffentlichungsbasierter Ansatz. Das bedeutet, dass bibliographische Angaben von Publikationen in der Datenbank  zbMATH, die auf eine mathematische Software verweisen, analysiert und für die Beschreibung der Software verwendet werden. Für jede Software wird die Liste der Peer-referierten Artikel, die sich auf sie beziehen, angegeben: Auf diese Weise wird die Einbettung der Software in ihren mathematischen Zusammenhang erreicht. Die Liste verknüpfter Publikationen ist gleichzeitig ein Indikator für die Relevanz einer Software in verschiedenen Bereichen.
swMATH indiziert 46.144 Softwarepakete mit Links zu 289.524 wissenschaftlichen Publikationen (08/2024). Der Zugriff auf swMATH ist kostenlos. Jeder kann neue Software oder Veröffentlichungen vorschlagen. 